# Panneweel

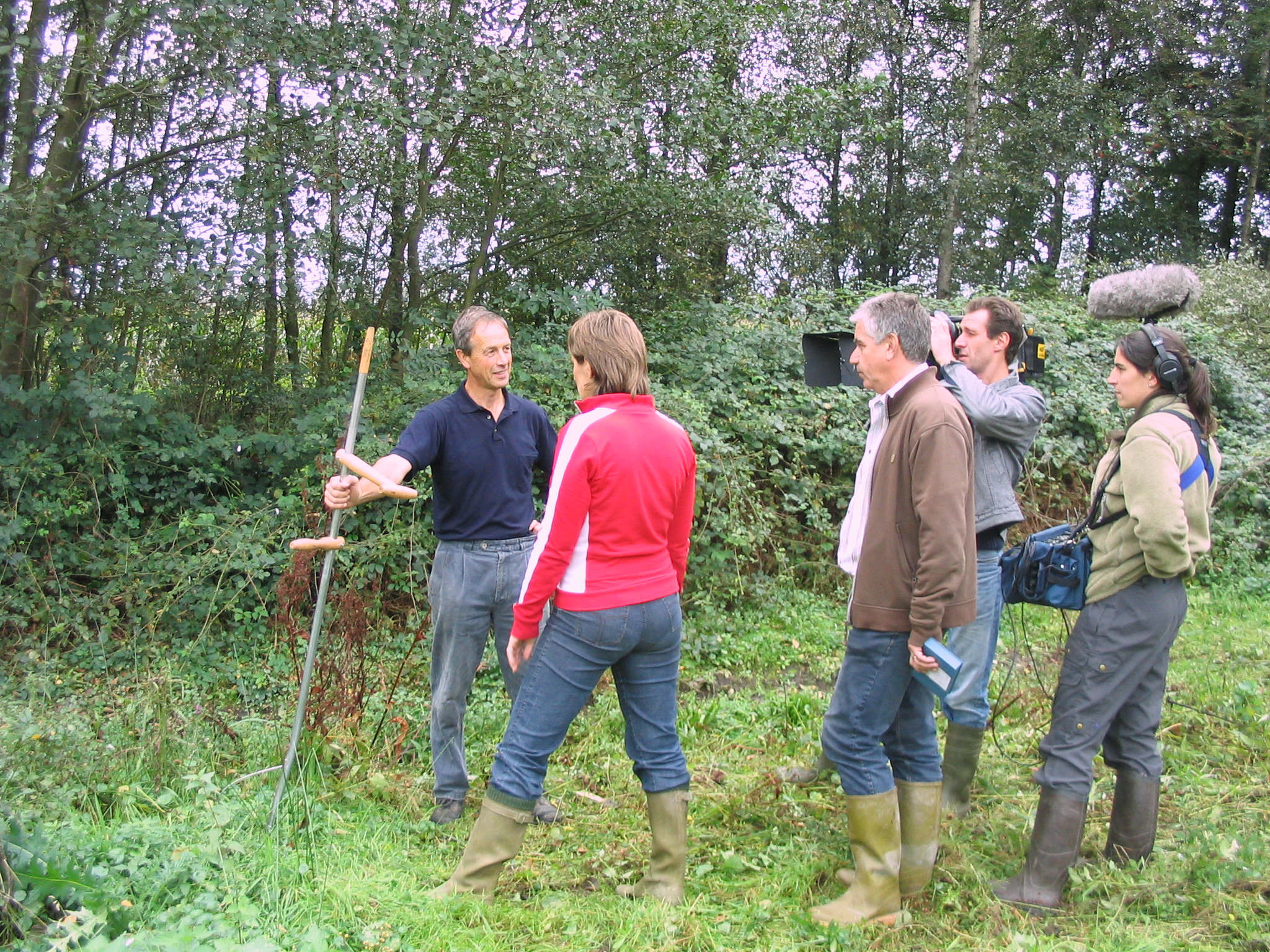
Het Panneweel tijdens een tv-opname

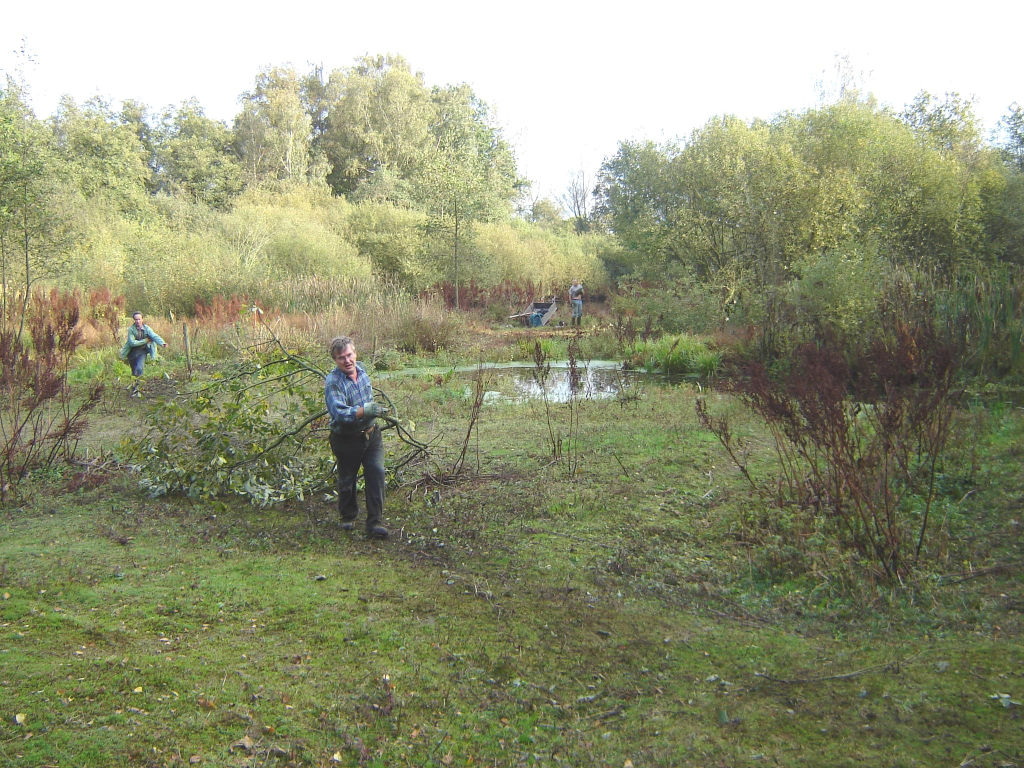
Natuurbeheer door vrijwilligers

Panneweel is een natuurgebied in de Belgische provincie Oost-Vlaanderen. Het ligt in poldergebied op een stuifzandrug en grenst aan het Saleghem Krekengebied. Het natuurgebied Panneweel is een verland wiel.

## Geschiedenis
Het Panneweel is ontstaan ten gevolge van een dijkdoorbraak omstreeks 1627. Het is gelegen te Meerdonk in het Waasland aan de grens met Zeeland.
Het gebied wordt beheerd door vrijwilligers van Natuurpunt, afdeling Waasland Noord. In het gebied bevinden zich enkele interessante drijftilvegetaties, en er komen zeldzame planten voor zoals galigaan en wateraardbei.
Tijdens het broedseizoen wordt het Panneweel uit respect voor de fauna niet bezocht.

## Natuurhuis Panneweel
Aan het natuurgebied is een bescheiden bezoekerscentrum gelegen. Het werd zonder subsidies in 1995 aangekocht door de vrijwilligers van de Vriendenkring Panneweel en Natuurpunt Waasland Noord. Zij ontvangen er (studie)groepen, wandelaars en natuurvrienden. Zij houden ook op regelmatige tijdstippen in de zomermaanden het Natuurhuis open voor wandelaars en fietsers. Het door Natuurpunt erkende Natuurhuis ligt in Meerdonk.

## Rolstoelwandelpad
Langsheen en doorheen het Saleghem Krekengebied te Meerdonk loopt een lusvormig wandelpad geschikt voor rolstoelen en kinderwagens. Het wandelpad is 5,6 km lang, het is bewegwijzerd en loopt over verharde dijken en polderbaantjes. Aan het Natuurhuis Panneweel, start- en eindpunt van deze wandeling, bevinden zich twee picknicktafels op het domein van de natuurvereniging, die voor het publiek steeds toegankelijk zijn.